# Kinderen van Moeder Aarde
Kinderen van Moeder Aarde is het eerste deel van een trilogie van Thea Beckman, uitgegeven in 1985. Het is een toekomstroman over de Aarde zoals die er ongeveer 10 eeuwen na de Derde Wereldoorlog uitziet, met hoofdthema's zorg voor de natuur en feminisme.
Vaak gebruikte Beckman historische gebeurtenissen als basis voor haar boeken. De Kinderen van Moeder Aarde serie wijkt hiervan af omdat het zich in de toekomst afspeelt.

## Het verhaal
Het boek begint met de beschrijving van de Derde Wereldoorlog en zijn gevolgen, startende met een conflict tussen een paar naties en escalerend als de Verenigde Staten en de Sovjet-Unie vrijwel tegelijkertijd elkaar met nucleaire wapens gaan bestoken. Niemand voorziet echter dat er raketten in vulkanen terechtkomen, doordat ze met een infraroodzoeker zijn uitgerust. De hier ontstane kettingreactie van catastrofale natuurrampen heeft tot gevolg dat bijna de gehele wereldbevolking omkomt, ook de machthebbers in hun bunkers. Bovendien verandert de positie van de as waar de aarde om draait, waardoor de Noordpool zich naar Japan verplaatst en de Zuidpool zich nu in Zuid-Amerika bevindt.
Het verhaal speelt zich af op het eiland Groenland, waar na de Grote Ramp de ijskappen en gletsjers zijn gesmolten en waar nu een heerlijk klimaat heerst, en dat door de overlevende bewoners de naam Thule heeft gekregen.  
Hoofdpersoon in het verhaal is Christian, de enige zoon van de Konega van Thule, Armina-Dottir. De Konega is het staatshoofd van het land, dat uitsluitend door vrouwen wordt geregeerd. Zij is een regelrechte afstammelinge van Sigrid Helgadottir, die zes eeuwen eerder, met een aantal andere handelaren samen van Yselân (IJsland) naar Thule kwam, met een schip met schapen en geiten in het ruim. De bedoeling was dat die voor hout en jonge bomen en stekken geruild werden, aangezien op Yseland weinig bomen groeiden. Sigrid Helgadottir werd echter verliefd op een Thuleen en bleef op Thule. Ze zou de eerste Konega worden van Thule. Al haar vrouwelijke nakomelingen kregen de toevoeging 'Dottir' achter hun namen. Met haar verstand en moed lukte het haar de verspreid liggende gemeenschappen samen te brengen en zij gaf de bevolking een wetgeving gebaseerd op geweldloosheid en eerbied voor vrouwen. Volgens haar zouden vrouwen beter regeren dan mannen, omdat mannen altijd macht nastreven en alleen aan zichzelf denken. Mannen worden geweerd uit alle functies waarbinnen ze macht kunnen uitoefenen en ze mogen (met uitzondering van woudlopers) geen wapens dragen. De hele gemeenschap staat in dienst van Moeder Aarde, de natuur, die beschermd moet worden.
Omdat Christian als jongen zelf niet zijn moeder kan opvolgen als staatshoofd, dient hij te trouwen met een "Dottirmeisje", een van de vele nakomelingen van Sigrid Helgadottir, om te garanderen dat de voortreffelijke eigenschappen van de Dottirs doorgegeven worden aan de volgende generatie. Christian is echter verliefd op Thura, een meisje uit het gewone volk, dat na de dood van haar moeder met haar vader en broers in het vissersdorp Vastman is komen te wonen, waar ook de Konega elke zomer met haar gevolg neerstrijkt. Thura is een verre afstammelinge van de Inuït. Ze heeft een gedrongen gestalte, lang zwart glad haar, schuinstaande ogen en een getinte huid. Hoewel ze wordt omschreven als iemand die niet echt mooi is, voelt Christian zich vanaf het eerste moment sterk tot haar aangetrokken, vanwege haar moedige, wat harde uitstraling, en dat ze niet onder de indruk lijkt te zijn van het feit dat hij de Konega-zoon is. Hoewel Thura enkele jaren ouder is, en Christian aanvankelijk als een kleine jongen ziet en behandelt, groeit er vriendschap tussen de twee. 
Christians vader Rajo, de Konega-echtgenoot, is een aantal jaren geleden verdwenen, toen Christian ongeveer elf jaar oud was. Rajo heeft zich altijd moeilijk in de onderdanige rol van Konega-echtgenoot kunnen schikken en verlangde naar een leven als echte man. Hij is roekeloos en koppig van aard en weigert vaak naar zijn echtgenote te luisteren. Een eerder geboren zusje van Christian, Sigrid-Dottir, verdrinkt als ze pas drie jaar oud is, als Rajo haar wil leren zwemmen aan een zwemlijn, en het kind door een bruinvis wordt meegenomen. Nadien wordt gedacht dat de bruinvis dit uit verdriet om een omgekomen jong heeft gedaan. Als Rajo, tegen de zin van Armina-Dottir, meegaat op een expeditie om een dolgeworden beer te vangen, verdwijnt hij spoorloos. Nadat zoektochten niets opleveren, wordt aangenomen dat hij is omgekomen.
Op de terugreis van Vastman naar Gothab, de hoofdstad van Thule, die door het binnenland voert, komt Christian in de stad Holtak plotseling zijn vader tegen, die nu als woudloper werkt in de ongerepte wildernissen van het binnenland. Woudlopers zorgen voor het evenwicht in de natuur, bewaken de wildstand, pakken stropers op en slaan alarm bij bosbranden of andere natuurrampen. Omdat het fysiek zwaar werk is, zijn bijna alle woudlopers mannen, en de enige mannen die ook het recht hebben om wapens te dragen, zoals verdovingspistolen en messen. Woudlopers staan hoog in aanzien. Van Rajo hoort Christian de ware aanleiding voor de verdwijning van Rajo. Hoewel Christian hierdoor geschokt is, vraagt hij Rajo wel waarom hij niet terugkomt. Christian vermoedt namelijk dat zijn moeder Rajo heel hard nodig heeft en hem mist. Rajo wil dit nog niet. Ze nemen afscheid, Rajo vraagt Christian wel of hij in de toekomst hem nog eens wil komen opzoeken.
Omdat Christian een afstammeling is van de Konega's van Thule, goed privé-onderwijs heeft genoten en wegens zijn afstamming slimmer wordt geacht dan zijn leeftijdsgenoten, wordt hij op zijn 14e al naar de universiteit van Fredriksborg gestuurd. Hij is wel vrij om zijn studierichting te kiezen en kiest voor het vak van sjamana, een gezondheidsbeambte/arts voor mens en voor dier. In Frediksborg treft hij Thura aan, die zeevaart studeert en kapitein wil worden. Met het verstrijken van de jaren groeit de vriendschap uit tot liefde, hoewel Thura er niet aan wil toegeven, wetende dat Christian een Dottirmeisje moet trouwen. Bij Christian groeit aan de andere kant, mede door zijn ontmoeting met zijn vader, een latente frustratie over de rol die Thuleense mannen en hem in het bijzonder wordt opgelegd.
Het verhaal gaat vervolgens verder met een beschrijving van het ontstaan van het Groot Badense Rijk, een staat centraal gelegen in het oude Europa, dat geregeerd wordt door dynastie van (mannelijke) alleenheersers, de Egons. Doordat de Badeners bij opgravingen (bij het oude Zürich) enorme goudschatten vonden waren ze in staat om door middel van oorlog en omkoperij het machtigste volk in Europa te worden. Ook de techniek wordt door de Badeners herontdekt. Omdat de Badeners alle bossen kappen, en omdat de natuur door de groeiend industrie vervuild raakt, wordt het land droog en dor en mislukken de oogsten. De Badeners gaan dan ook op zoek naar mogelijkheden om elders land te koloniseren. Een wetenschapper, professor Schultz, bestudeert oude landkaarten en vermoedt dat door de Grote Ramp het klimaat overal op Aarde veranderd moet zijn, en dat Groenland nu weleens een goed klimaat zou kunnen hebben. Pas honderd jaar later ontdekt een andere geleerde, Professor Wilhelm Kunz, de aantekeningen van Schultz, en niet lang daarna vertrekt er daadwerkelijk een expeditie richting het onbekende land. Kunz kan niet mee door een ongeval, wat achteraf een geluk voor hem blijkt te zijn. Het schip de Egon belandt namelijk bij de Merrikanen (de nazaten van de bewoners van de Verenigde Staten van Amerika) die de bemanning uitmoorden, maar niet meer de technische kennis hebben om verder iets met het schip te kunnen uitrichten. In het Groot Badense Rijk horen ze niets meer van de eerste expeditie. Tien jaar later, als er een nieuwe Egon aan de macht is gekomen, wordt er opnieuw een oorlogsbodem, de Badenfelder, uitgezonden. Professor Kunz vaart deze keer wel mee.
Aan het einde van de lente arriveert de Badenfelder in de zuidelijkste stad van Thule, Julianhab. Omdat de Badeners Brits spreken en de Thulenen kennis hebben van de Kanadeense (voormalig Canada) taal, die sterk op het Brits lijkt, is communicatie geen groot probleem. De Badeners die kenbaar maken met het staatshoofd te willen spreken worden naar de hoofdstad Gothab verwezen, waar de Konega verblijft. De Badeners krijgen voor hun reis een loods aangeboden, die ze verontwaardigd weigeren als blijkt dat dit een vrouw is. Op dat moment beseffen de Badeners niet dat in Thule juist de vrouwen het voor het zeggen hebben.
Na enige tijd ontstaan er ergernissen; de manschappen vervelen zich omdat er in Gothab geen mogelijkheid tot vertier naar hun smaak is (bordelen, kroegen etc.), met name ook omdat handtastelijk gedrag jegens vrouwen niet getolereerd wordt. Als de Badeners bovendien zich realiseren dat het industrialisatieniveau in Thule laag is, de Thulenen geen christenen zijn, en Thule bovendien een vrouwenmaatschappij is, beginnen ze de Thulenen te minachten. Professor Kunz zoekt herhaaldelijk contact met Christian en schept regelmatig op over het Groot Badense Rijk. Christian is hier aanvankelijk gevoelig voor en Kunz hoopt op de latente ontevredenheid van Thuleense mannen over hun ondergeschikte positie in te spelen en een paleisrevolutie te ontketenen. Christian zou dan als marionettenkoning regeren, en Thule zou zowel een mannenmaatschappij als een Badense vazalstaat worden.
Het ongerepte land zou inderdaad een prachtige Badense kolonie zijn en de 'wilden' zou hierdoor wat 'beschaving' worden bijgebracht. Christian meent dat de Badeners zo kwaad niet zijn en hoopt aan te tonen via de Badense mannenmaatschappij dat mannen wel degelijk met macht kunnen omgaan. Hij laat zich door professor Kunz overhalen tot een verkenningstocht in het binnenland met hem, luitenant Kolbe, en een aantal soldaten. Het hebzuchtige en gewelddadige gedrag van de Badeners tijdens deze expeditie schokt Christian: de Badeners doden dieren en de luitenant Kolbe schiet een matroos dood wanneer deze een schedelbreuk oploopt en in coma raakt. Zelfs Christian wordt eerder als gijzelaar dan als gids behandeld. Ook blijkt meer en meer de werkelijke motivatie: goud. Uiteindelijk moet hij door woudlopers gered worden. Ze worden naar de oostelijke havenstad Kulus gebracht vanwaar het zeilschip van de Konega hen naar Gothab terugbrengt. Tijdens deze reis probeert Kolbe bovendien het schip te kapen en de Konega te ontvoeren.
Hierdoor wordt duidelijk dat de Badeners niet gekomen zijn met vreedzame bedoelingen, en door hun afwijkende levenswijze een gevaar vormen voor Thule, wat geïllustreerd wordt door een bombardement met de scheepskanonnen op Gothab wanneer de Thulenen de Badeners de terugtocht willen verhinderen. Armina-Dottir moet alles op alles zetten om de thuisvaart van de Badeners te verhinderen, aangezien deze anders terug zullen keren met een grote vloot en veel meer mankracht, waartegen de Thulenen niets kunnen uitrichten. Daarbij wordt ze bijgestaan door haar echtgenoot Rajo, haar zoon Christian, diens vriendin Thura en haar zuster Hannah-Dottir en echtgenoot Anouk.
Tijdens deze confrontatie blijkt dat ook mannen hun steentje kunnen bijdragen aan het bestuur van het land, zodat de expeditie van de Badeners het regeringssysteem in Thule zelf ingrijpend doet veranderen.
Uiteindelijk lukt het om de Badeners in Thule te houden, maar het voorgevoel van de Konega zegt haar, dat in de toekomst wel weer een expeditie te verwachten zal zijn. Het land moet zich daarop voorbereiden en daar kunnen de mannen ook een rol in spelen...
In het tweede boek van de serie 'Het Helse Paradijs' komen de Badeners opnieuw naar Thule, nu met een vloot van 5 oorlogsschepen. 
Het derde boek speelt zich een paar decennia later af dan de eerste twee delen. Enkele hoofdrolspelers zijn inmiddels overleden, maar één oude bekende strijdt door tegen de Badeners die inmiddels grote delen van Thule hebben gekoloniseerd. Een jonge Badense probeert op allerlei manieren contact te leggen en zo vrede te bewerkstelligen tussen de Thulenen en de Badeners.